# Distrito electoral 31 (condado de Monroe, Illinois)
El distrito electoral de 31 (en inglés: Precinct 31) es un distrito electoral ubicado en el condado de Monroe en el estado estadounidense de Illinois. En el Censo de 2010 tenía una población de 702 habitantes y una densidad poblacional de 1.038,48 personas por km².

## Geografía
Según la Oficina del Censo de los Estados Unidos, tiene una superficie total de 0.68 km², de la cual 0.68 km² corresponden a tierra firme y (0%) 0 km² es agua.

## Demografía
Según el censo de 2010, había 702 personas residiendo en el distrito electoral de 31. La densidad de población era de 1.038,48 hab./km². De los 702 habitantes, el distrito electoral de 31 estaba compuesto por el 98.43% blancos, el 0.14% eran afroamericanos, el 0.43% eran amerindios, el 0.14% eran asiáticos, el 0% eran isleños del Pacífico, el 0.14% eran de otras razas y el 0.71% pertenecían a dos o más razas. Del total de la población el 1.85% eran hispanos o latinos de cualquier raza.